# Annemie Schaus
Annemie Schaus est née en 1965 à Charleroi de parents originaires de Saint-Vith en Communauté germanophone. Elle est rectrice de l'Université libre de Bruxelles depuis le 8 septembre 2020, succédant à Yvon Englert.

## Biographie
Docteure en droit, licenciée en droit et licenciée spéciale en droit international, Annemie Schaus est membre du Centre de droit public, dont elle a été directrice (2001-2007), et membre associée du Centre de droit international.  Elle a été doyenne de la Faculté de droit (septembre 2007 - janvier 2011) et Vice-Rectrice aux relations institutionnelles et aux transferts de connaissance (2010-2012), ainsi qu'à la politique académique de l’Université libre de Bruxelles (2012-2016). Annemie Schaus est membre de l’Advisory Board du European Center for Constitutional and Human Rights, ONG internationale basée à Berlin.
A l’Université libre de Bruxelles, Annemie Schaus enseigne à la Faculté de droit et de criminologie, les Droits et libertés (bachelier, bloc 2), les intersections entre le droit interne et le droit international (Master, bloc 1) et coordonne une clinique des droits et libertés (Master, Bloc 2), couronnée du prix Socrate 2019.
Les recherches d’Annemie Schaus portent principalement sur les intersections entre le droit interne et le droit international. Dans ce contexte, deux domaines l’intéressent particulièrement: d’une part, la mise en œuvre des traités internationaux dans un État fédéral; d’autre part les droits et libertés fondamentaux dont une grande majorité trouve leur source en droit international et européen, à côté de la Constitution.
Annemie Schaus s’interroge sur le rôle du pouvoir judiciaire dans la mise en œuvre des droits fondamentaux. A ce titre, elle coordonne une Action de recherche concertée, sur les Strategic Litigation qui rassemble des chercheurs du Centre de droit public (CDP), du Centre de droit international (CDI), du Centre d’histoire du droit et d’anthropologie juridique(CHDAJ), de l’Unité de droit international privé du Centre de droit privé de l’ULB et de la Cellule de recherche interdisciplinaire en droits de l’homme (CRIDHO) de l’UCLouvain.
La recherche étudie la circulation transnationale de la pratique du recours en justice dans le but de provoquer une évolution du droit en accord avec certaines valeurs ou idéaux collectifs. Ce concept né essentiellement aux États-Unis a été l’occasion pour Annemie Schaus d’obtenir un Senior fellowship au Center on comparative Equality and anti-discrimination law à l’Université de Californie à Berkeley, au cours d’un congé sabbatique (2017-2018).
Annemie Schaus est aussi avocate au barreau de Bruxelles. Elle y a été avocate à temps plein, 5 ans avant d’entamer sa carrière universitaire et a effectué son stage au cabinet germanophone Hoffman (1988-89), puis au cabinet Lallemand-Pardes-Mackelbert où elle est devenue collaboratrice (1989-1993). Elle a rejoint ensuite, quelques heures par semaine, le cabinet Hamaide-Krywin (1993-2007). Après le décès de Me Krywin, elle a rejoint le cabinet Jus cogens. A ce titre, elle traite quelques dossiers devant le Conseil d’État, la Cour Constitutionnelle ou la Cour européenne des droits de l’homme et rend des avis à des autorités publiques telles que le Conseil supérieur de la Justice, le Comité R, le Ministère de la Justice, l’Institut des femmes et des hommes ou l’Ambassade du Canada.
En tant que rectrice de l'ULB, Annemie Schaus dit vouloir obtenir un refinancement de l'université, une meilleure prise en compte des profils socio-économiques des étudiants et une clarification du parcours universitaire, avec, par exemple, l'obligation de réussir le bachelier avant d'entamer le master. Au niveau de la pédagogie, elle souhaite faire de l'étudiant un acteur de sa formation, grâce à des cours plus interactifs notamment.